# Counter-Strike: Global Offensive
Counter-Strike: Global Offensive (CS:GO) – wieloosobowa strzelanka pierwszoosobowa, stworzona oraz wydana przez Valve Corporation i Hidden Path Entertainment, które już wcześniej pracowały nad Counter-Strike: Source. Jest to czwarta gra z serii Counter-Strike, wydana na platformy Microsoft Windows, macOS, Xbox 360 i PlayStation 3 21 sierpnia 2012 i na Linuxa 23 września 2014.
W grze do walki stają dwie drużyny: terroryści i antyterroryści. Zadaniem każdej z nich jest eliminacja drużyny przeciwnej lub wykonanie określonego zadania. W przypadku terrorystów jest to podłożenie bomby lub przetrzymywanie zakładników, zaś w przypadku antyterrorystów ochrona strefy detonacji przed podłożeniem bomby lub uratowanie zakładników. W grze występuje wiele różnych trybów, z których każdy ma odrębne cechy charakterystyczne.
CS:GO oprócz wbudowanego systemu matchmakingu, pozwalającego graczom na rozgrywkę na dedykowanych serwerach Valve, ma również możliwość tworzenia i rozgrywki na serwerach społeczności z niestandardowymi mapami i trybami gry. Od momentu wydania, CS:GO jest jedną z najpopularniejszych strzelanek pierwszoosobowych rozgrywanych w ramach sportu elektronicznego. Najważniejszymi turniejami są tzw. „majory”, zawody sponsorowane przez wydawcę gry, Valve.
Gra zyskała dość pozytywne recenzje krytyków. Chwalono ją za całokształt rozgrywki i wierność jej odwzorowania w stosunku do poprzednich części serii. Krytykowano niektóre z początkowych funkcji gry. Wersje konsolowe otrzymały pozytywne opinie, a recenzenci uważali, że istnieją wyraźne różnice między wersjami konsolowymi a wersją PC.

## Rozgrywka
Counter-Strike: Global Offensive, podobnie jak poprzednie gry z serii Counter-Strike, jest wieloosobową grą z gatunku strzelanek pierwszoosobowych, skupiającą się na wykonywaniu zadań. Dwie przeciwne drużyny z postaciami terrorystów i antyterrorystów rywalizują w różnych trybach gry wykonując określone cele, np. podłożenie bomby lub ochrona zakładników w przypadku terrorystów, a w przypadku antyterrorystów ochrona obszaru przed podłożeniem bomby (lub jej rozbrojenie) albo ewakuacja zakładników. Na koniec każdej rundy gracze uzyskują nagrodę pieniężną w walucie wirtualnej, która pozwala na zakup lepszego wyposażenia w kolejnej rundzie. Gracze otrzymują nagrody drużynowe zarówno za wygraną, jak i przegraną rundę (przy czym większa nagroda przyznawana jest drużynie w przypadku wygranej). Oprócz tego występują nagrody indywidualne za wykonanie zadania (np. podłożenie bomby) oraz nagrody za zabójstwa (wartości różnią się w zależności od rodzaju użytej broni). Gracz może uzyskać również karę pieniężną, np. za ogień bratobójczy (ang. friendly fire).
CS: GO zawiera nowe mapy oraz zaktualizowane wersje klasycznych map Counter-Strike, takie jak de_dust2, cs_office lub de_inferno. W CS:GO pojawiły się nowe elementy, które nie występowały w poprzednich grach z serii, przede wszystkim granat zapalający w obu drużynach, nowe bronie (np. wyciszony pistolet USP-S, paralizator Zeus X27, automatyczny pistolet CZ-75 Auto, strzelby i in.). Do gry dodano także nowe tryby, tj. „wyścig zbrojeń” i „demolka”, oparte na modyfikacjach do starszych edycji CS oraz nowe mapy, zaprojektowane na potrzeby tych trybów. Usunięto także niektóre elementy starszych gier z serii, np. możliwość swobodnego latania po mapie po śmierci (właścicielom serwerów społeczności umożliwiono jednak konfigurację tej funkcji w ustawieniach serwera). Usunięto pistolet maszynowy MP5 oraz pistolet USP w wersji bez tłumika i zastąpiono je nowymi broniami, lecz zostały one wprowadzone na nowo w innych wariantach, MP5-SD ze zintegrowanym tłumikiem oraz USP-S. Usunięto również osłonę taktyczną. Funkcja malowania sprayów nie była dostępna w grze do momentu dodania wymienialnych wirtualnych przedmiotów, zwanych graffiti.

### Wyposażenie
W grze występuje sześć kategorii wyposażenia: pistolety, broń ciężka, pistolety maszynowe (PM-y), karabiny, granaty oraz dodatkowy sprzęt. Każda broń w grze posiada unikalne właściwości, takie jak ilość amunicji w magazynku, szybkostrzelność, zadawane obrażenia czy rozrzut kul w ogniu ciągłym. Gracz może posiadać ograniczoną ilość wyposażenia, zakupioną przed początkiem rundy: jedną broń podstawową (pistolet maszynowy, karabin lub broń ciężką), jedną broń dodatkową (pistolet), cztery granaty (lub trzy w zależności od trybu gry), paralizator oraz nóż.
Podstawowym wyposażeniem, przyznawanym graczom automatycznie na początku rundy jest pistolet (USP-S lub P2000 w drużynie antyterrorystów oraz Glock-18 w drużynie terrorystów) oraz nóż. Pozwala to na rozgrywanie rund bez zakupu broni, celem zaoszczędzenia środków na kolejne rundy (ang. eco, force-buy i full-buy). Z wyjątkiem noży, gracze mogą wyrzucać swoją broń i podnosić ją od innych graczy, także po śmierci przeciwników. Przetrwanie do końca rundy pomimo przegranej pozwala zachować zdobytą broń na kolejną rundę.
W grze występuje kilka rodzajów granatów ręcznych: granat dymny (tymczasowo wytwarza ekran dymny), granat błyskowo-hukowy (oślepia i ogłusza graczy patrzących na niego w momencie eksplozji), granat zaczepny (zadający w określonym obszarze obrażenia graczom), wabik (wydający dźwięk podstawowej broni osoby rzucającej) oraz granat zapalający (dla terrorystów koktajl Mołotowa, podpalający powierzchnię na mapie przez określony czas). Obie drużyny mają dodatkowo możliwość zakupienia przed rundą kamizelki kuloodpornej i hełmu, zwiększającą odporność na obrażenia. Dodatkowo, gracze antyterrorystów mają możliwość zakupienia – w zależności od trybu gry – zestawu do rozbrajania (zmniejszającego czas rozbrajania bomby) lub zestawu ratunkowego (skracającego czas ratowania zakładnika).

### Tryby gry
W grze, oprócz samouczka („kurs szkoleniowy”), występuje osiem głównych trybów gry: „turniejowy”, „uproszczony”, „deathmatch”, „wyścig zbrojeń”, „demolka”, „latający skaut”, „skrzydłowy”, „odbijanie"  oraz „strefa zagrożenia”. Możliwa jest także rozgrywka offline z botami oraz po sieci lokalnej. W każdym z trybów online możliwe jest rozpoczęcie gry wspólnie ze znajomymi z poziomu tzw. poczekalni (ang. lobby).

#### Turniejowy
Rozgrywka w CS:GO koncentruje się głównie na trybie turniejowym (tzw. mecze rankingowe). W trybie tym walczą ze sobą dwie pięcioosobowe drużyny. Wybór strony (antyterroryści/terroryści) jest losowy, a po rozegraniu 15 rund, następuje zamiana drużyn miejscami. Mecz składa się z 30 rund i kończy się wygraniem przez jedną z drużyn 16 rund albo remisem (15:15). W zależności od scenariusza mapy (zamach bombowy/uprowadzenie), drużyny mają do wykonania określone zadania.
W turniejach zawodowych wykorzystywane są zmodyfikowane konfiguracje trybu turniejowego, w których zasadniczą różnicą jest brak możliwości zakończenia meczu remisem. W przypadku osiągnięcia wyniku 15–15 rozgrywane są sześciorundowe dogrywki (ang. overtime) ze zmianą stron po 3 rundach. Mecz wygrywa drużyna, która zwycięży 4 rundy w dogrywce. W przypadku remisu w dogrywce, do meczu dołączane są automatycznie kolejne dogrywki, aż do rozstrzygnięcia wyniku meczu.
Mecze rozgrywane w trybie turniejowym wpływają na rangę gracza (ang. Skill Group), reprezentującą poziom jego umiejętności. System rankingowy wykorzystuje dostosowaną do potrzeb gry wersję systemu oceny Glicko-2, stanowiącego z kolei rozwinięcie rankingu szachowego elo. W grze występuje 18 rang od „srebra I” do „elity światowej”:
1. Srebro I (ang. Silver I)
2. Srebro II (ang. Silver II)
3. Srebro III (ang. Silver III)
4. Srebro IV (ang. Silver IV)
5. Elitarne srebro (ang. Silver Elite)
6. Mistrzowskie elitarne srebro (ang. Silver Elite Master)
7. Złoty laur I (ang. Gold Nova I)
8. Złoty laur II (ang. Gold Nova II)
9. Złoty laur III (ang. Gold Nova III)
10. Mistrzowski złoty laur (ang. Gold Nova Master)
11. Mistrzowski obrońca I (ang. Master Guardian I)
12. Mistrzowski obrońca II (ang. Master Guardian II)
13. Elitarny mistrzowski obrońca (ang. Master Guardian Elite)
14. Wybitny mistrzowski obrońca (ang. Distinguished Master Guardian)
15. Legendarny orzeł (ang. Legendary Eagle)
16. Mistrzowski legendarny orzeł (ang. Legendary Eagle Master)
17. Mistrzowska pierwsza klasa (ang. Supreme Master First Class)
18. Elita światowa (ang. The Global Elite)

Zastosowanie systemu rankingowego z założenia ma na celu wyszukiwanie meczów odpowiednich do poziomu umiejętności gracza (lub członków poczekalni utworzonej przy wyszukiwaniu meczu). Ranga przydzielana jest graczowi po wygraniu 10 rozgrywek w trybie „turniejowym”. Skuteczność gracza w każdym kolejnym meczu oraz jego końcowy wynik decyduje o awansie lub degradacji z rangi.
W przypadku rozpoczynania gry ze znajomymi w poczekalni, aby wyszukiwanie meczu było możliwe, rangi członków poczekalni muszą być do siebie odpowiednio zbliżone (maksymalny przedział: 5 rang w górę i w dół). Ograniczenie to nie obowiązuje, jeśli w poczekalni znajduje się pełny, 5-osobowy skład drużyny. Nieaktywność w trybie turniejowym powoduje wygaśnięcie (ukrycie) rangi. Aby ponownie wyświetlić rangę, należy wygrać lub zremisować jeden mecz. Ranga po okresie nieaktywności zostaje odpowiednio skalibrowana. Ograniczeniami wyszukiwania gier objęte są dodatkowo osoby, które nie posiadają jeszcze rangi lub ich ranga wygasła – nie mogą rozpocząć meczu w poczekalni z graczami o randze powyżej „mistrzowskiego obrońcy I”.
Opuszczenie meczu turniejowego przed jego zakończeniem powoduje nałożenie na gracza tymczasowej blokady („turniejowa kara czasowa”, ang. Competitive Cooldown), uniemożliwiającej rozgrywanie meczów turniejowych przez określony czas. Podobne kary nakładane są za umyślne przeszkadzanie sojusznikom, za nadużywanie systemu wyrzucania graczy, wyrzucenie zbyt dużej liczby graczy z meczu, a także za bycie wyrzuconym ze zbyt wielu gier.

#### Uproszczony
Tryb „uproszczony” korzysta z uproszczonych zasad klasycznych meczów turniejowych, m.in. skrócenie meczu do 15 rund, wyłączony bratobójczy ogień, włączone przenikanie postaci gracza przez sojuszników, zwiększona ilość graczy w drużynach. Gracze otrzymują bezpłatny pancerz i hełm na początku każdej rundy, a antyterroryści – także zestaw do rozbrajania (lub zestaw ratunkowy). Zadania drużyn pozostają takie same jak w meczach turniejowych.

#### Deathmatch
W trybie „deathmatch” wszystkie bronie dostępne w grze są darmowe, postać gracza natychmiast odradza się po śmierci, a celem gracza jest eliminacja jak największej liczby graczy drużyny przeciwnej w ciągu 10 minut. Tryby te używane są głównie do treningu.

#### Gry wojenne: wyścig zbrojeń, demolka, latający skaut
W trybie „wyścig zbrojeń” zabijanie przeciwników daje graczowi lepszą broń. Dokonanie zabójstwa z użyciem ostatniej dostępnej broni, złotego noża, daje graczowi zwycięstwo. W tym trybie nie jest możliwy zakup broni, a gracz odradza się natychmiast po swojej śmierci. W trybie „demolka” rozgrywka prowadzona jest na zmniejszonych mapach na standardowych zasadach gry. Zabicie przeciwnika daje graczowi lepszą broń w kolejnej rundzie. W trybie „latający skaut” gracze grają na standardowych zasadach na mapach o zmniejszonej grawitacji, wyposażeni jedynie w karabin SSG 08 oraz nóż. Tryby „wyścig zbrojeń”, „demolka” oraz „latający skaut” zostały przez wydawcę nazwane „gry wojenne” i umieszczone w odrębnej zakładce.

#### Skrzydłowy
W trybie „skrzydłowym”, dodanym w aktualizacji w 2017 roku, w 16-rundowych meczach ze scenariuszem zamachu bombowego na niewielkich mapach walczą ze sobą dwie dwuosobowe drużyny. Mecze rozegrane w tym trybie wpływają na odrębną rangę trybu „skrzydłowego”, reprezentującą umiejętności gracza i wpływającą, podobnie jak w trybie „turniejowym”, na dobór przeciwników. Podobnie jak w przypadku trybu „turniejowego”, w trybie „skrzydłowym” występuje 18 rang od „srebra I” do „elity światowej”:
1. Srebro I (ang. Silver I)
2. Srebro II (ang. Silver II)
3. Srebro III (ang. Silver III)
4. Srebro IV (ang. Silver IV)
5. Elitarne srebro (ang. Silver Elite)
6. Mistrzowskie elitarne srebro (ang. Silver Elite Master)
7. Złoty laur I (ang. Gold Nova I)
8. Złoty laur II (ang. Gold Nova II)
9. Złoty laur III (ang. Gold Nova III)
10. Mistrzowski złoty laur (ang. Gold Nova Master)
11. Mistrzowski obrońca I (ang. Master Guardian I)
12. Mistrzowski obrońca II (ang. Master Guardian II)
13. Elitarny mistrzowski obrońca (ang. Master Guardian Elite)
14. Wybitny mistrzowski obrońca (ang. Distinguished Master Guardian)
15. Legendarny orzeł (ang. Legendary Eagle)
16. Mistrzowski legendarny orzeł (ang. Legendary Eagle Master)
17. Mistrzowska pierwsza klasa (ang. Supreme Master First Class)
18. Elita światowa (ang. The Global Elite)

Podobnie jak w trybie „turniejowym”, ranga przydzielana jest graczowi po wygraniu 10 rozgrywek. Skuteczność gracza w każdym kolejnym meczu oraz jego końcowy wynik decyduje o awansie lub degradacji z rangi. Nieaktywność w trybie „skrzydłowym” powoduje wygaśnięcie (ukrycie) rangi. Aby ponownie ją wyświetlić, należy wygrać lub zremisować jeden mecz; ranga zostaje wówczas odpowiednio skalibrowana.

#### Strefa zagrożenia
W grudniu 2018 do gry dodano tryb battle royale o nazwie „strefa zagrożenia” (ang. Danger Zone), w którym można grać samodzielnie oraz w dwu- lub trzyosobowych drużynach. W meczu bierze udział maksymalnie 18 osób. Gracze wybierają przed rozpoczęciem gry miejsce zrzutu ze śmigłowca oraz przedmiot startowy. Dodatkowe wyposażenie, takie jak broń, amunicja, zastrzyki wzmacniające lub pancerz zdobyć można przeszukując miejsca na mapie lub wykonując zadania. Możliwe jest również zamówienie przedmiotów przy użyciu tabletu, za pieniądze zebrane w czasie eksploracji mapy. Wybrane przedmioty dostarczają drony.
Zwycięzcą gry jest gracz lub drużyna, która jako ostatnia utrzyma się przy życiu. W lipcu 2019 roku do trybu „strefa zagrożenia” wprowadzono odrębny system rankingowy, w którym wyróżnia się 15 rang (o nazwach i ikonach zupełnie odmiennych niż w pozostałych dwóch trybach – od rangi „szczur laboratoryjny I” do rangi „wyjący alfa”):
1. Szczur laboratoryjny I (ang. Lab Rat I)
2. Szczur laboratoryjny II (ang. Lab Rat II)
3. Biegnący zając I (ang. Sprinting Hare I)
4. Biegnący zając II (ang. Sprinting Hare II)
5. Dziki skaut I (ang. Wild Scout I)
6. Dziki skaut II (ang. Wild Scout II)
7. Elitarny dziki skaut (ang. Wild Scout Elite)
8. Lis łowca I (ang. Hunter Fox I)
9. Lis łowca II (ang. Hunter Fox II)
10. Lis łowca III (ang. Hunter Fox III)
11. Elitarny lis łowca (ang. Hunter Fox Elite)
12. Wilk szary (ang. Timber Wolf)
13. Wilk żaru (ang. Ember Wolf)
14. Wilk ognia (ang. Wildfire Wolf)
15. Wyjący alfa (ang. The Howling Alpha)

O awansie lub degradacji z rangi decyduje skuteczność gracza lub drużyny w meczach. Gracze mogą wyszukiwać gry swobodnie, bez względu na posiadaną rangę.

### Matchmaking

#### VAC oraz Nadzór
Oficjalny system matchmaking wykorzystuje system Valve Anti-Cheat (VAC) celem eliminowania graczy korzystających z oszustw, tj. oprogramowania zwiększającego przewagę nad przeciwnikami (np. widzenie przez ściany – tzw. „wallhack”, poprawianie celności – tzw. „aimhack”). Oszukiwanie na serwerach chronionych systemem VAC skutkuje permanentną blokadą i zablokowaniem ekwipunku (sprzedaż ani kupno przedmiotów nie są możliwe). Blokady VAC nie podlegają dyskusji i są nakładane w sposób automatyczny.
Ponadto, zgłoszeni w meczach podejrzani o oszukiwanie lub umyślne przeszkadzanie gracze trafiają do systemu „Nadzoru” (ang. Overwatch). W systemie „Nadzoru” gracze spełniający określone wymogi (odpowiedni staż w grze, duża ilość zwycięstw w meczach turniejowych, odpowiednio wysoka ranga) oceniają nagrania z meczów i decydują o zablokowaniu podejrzanego gracza. W przypadku stwierdzenia uporczywego przeszkadzania sojusznikom w rozgrywce, podejrzany może otrzymać blokadę na okres 30 dni, a w przypadku stosowania niedozwolonych wspomagaczy zwiększających przewagę nad przeciwnikiem – blokadę permanentną. Konsekwencje blokady permanentnej są zbliżone do konsekwencji otrzymania automatycznej blokady VAC.

#### Konto Prime i Trust Factor
Początkowo gracze, którzy kupili grę na Steamie lub osiągnęli 21. stopień profilu otrzymywali wersję konta „Prime”, jednak w 2021 ten system zmieniono – jedynym sposobem uzyskania tego statusu był jego zakup. Otrzymali go także gracze posiadający grę przed przejściem na model free-to-play. Wyszukiwanie meczów w trybie „Prime” wyszukuje wyłącznie graczy z tym statusem konta (wyjątek stanowi sytuacja, gdy wyszukujemy mecz ze znajomym, który nie posiada statusu „Prime”.). Zastosowanie tego systemu miało na celu poprawienie jakości rozgrywki przez zmniejszenie liczby cheaterów oraz tzw. „smurfów” (tj. graczy o wysokim poziomie umiejętności, którzy celowo prowadzą rozgrywkę na meczach turniejowych z wykorzystaniem kont ze zbyt niską rangą).
W 2017 roku Valve rozpoczęło wdrażanie nowego systemu wyszukiwania gier, opartego na tzw. „czynniku zaufania” (ang. Trust Factor). Nowy system nie wymaga posiadania wysokiego poziomu doświadczenia i wyszukuje mecze z graczami o podobnym czynniku zaufania. Na czynnik składa się wiele elementów związanych z doświadczeniem gracza w CS:GO oraz w innych grach i aktywnościach na jego koncie Steam. Posiadanie wcześniej statusu „Prime” jest dodatkowym atutem. W trybach wykorzystujących rangi umiejętności (tj. „turniejowy” i „skrzydłowy”) oprócz „Prime” i czynnika zaufania na wyszukiwanie gier wpływają rangi reprezentujące umiejętności gracza.

### Serwery społeczności
Oprócz oficjalnych serwerów Valve, do dyspozycji graczy są także dedykowane serwery społeczności, dostępne z odpowiedniej zakładki w menu gry. Serwery te mogą znacząco różnić od oficjalnych trybów gry. Najpopularniejszym rodzajem modyfikowanych serwerów są serwery typu „kz”, na których zadaniem graczy jest pokonywanie przeszkód dla trenowania technik poruszania się, wymagających zaawansowanego strafingu oraz tzw. bunny hop’u. Większość serwerów społeczności chronionych jest – podobnie jak oficjalne serwery matchmakingu – systemem Valve Anti-Cheat.

## Produkcja i wydanie
Counter-Strike: Global Offensive jest sequelem do popularnej pierwszoosobowej strzelanki, Counter-Strike: Source, wyprodukowanej przez Valve Corporation. Rozwój CS:GO rozpoczął się wraz z przystąpieniem studia Hidden Path Entertainment do próby opracowania portu gry Counter-Strike: Source na konsole wideo. W trakcie pracy nad portem, Valve dostrzegło okazję do jego przekształcenia w pełną wersję odrębnej gry oraz rozszerzenia rozgrywki poprzedniej wersji.
Rozwój CS:GO rozpoczął się w marcu 2010, a publicznie został ogłoszony 12 sierpnia 2011. Zamknięta beta rozpoczęła się 30 listopada 2011 i początkowo ograniczona była do ok. 10 000 ludzi, którzy otrzymywali klucze dostępu podczas imprez promujących CS:GO. Po kłopotach związanych ze stabilnością działania klienta i serwera, betę rozszerzono do szerszego grona graczy. Podczas targów E3 2012, Valve ogłosiło datę premiery CS:GO na 21 sierpnia 2012 (z otwartą betą zaczynającą się około miesiąca przed dniem premiery). Przed publiczną betą, Valve zaprosiło zawodowych graczy Counter-Strike’a do przetestowania gry i udzielenia opinii.
Istniały plany stworzenia trybu wieloosobowego między platformami Windows, OS X, Linuxem oraz PlayStation 3, ale ostatecznie ograniczono się jedynie do uwzględnienia wersji na komputery PC, ze względu na zróżnicowanie częstości aktualizacji na poszczególnych platformach. 21 sierpnia 2012 wydano oficjalną wersję CS:GO na wszystkie platformy z wyjątkiem Linuksa, na którym premiera odbyła się 23 września 2014.
Po wydaniu gry producent udostępniał regularne aktualizacje, wprowadzające nowe rodzaje broni i mapy oraz poprawiające balans rozgrywki:
Wykończenia broni (skórki)
Jedną z głównych zmian po wydaniu gry była aktualizacja Arms Deal, która została wydana 13 sierpnia 2013 i dodała do gry wykończenia broni (ang. weapon finishes), zwane popularnie skórkami lub skinami (ang. skins). Pierwotnym założeniem tych dodatków było wspieranie tzw. „majorów” – mistrzostw świata w CS:GO sponsorowanych przez Valve.
Przedmioty te są dostępne przez otwieranie skrzynek w grze z zastosowaniem odpłatnych kluczy, dostępnych przez mikrotransakcje. Gracz otrzymuje losowy przedmiot, przy czym im lepsza jakość przedmiotu, tym mniejsza szansa na jego otrzymanie przy otwarciu skrzynki. Najrzadszymi przedmiotami dostępnymi w skrzynkach są zazwyczaj wykończenia do noży, które zmieniają nie tylko kolor lakieru noża, lecz również jego wzór (np. na nóż motylkowy, karambit, bagnety itp.). Z uwagi na rzadkość, ceny wirtualnych noży osiągają bardzo wysokie wartości, rzędu dziesiątek tysięcy dolarów. W lutym 2014 do gry dodano ozdobne wirtualne naklejki, które można naklejać na posiadane skórki do broni.
Przedmioty te mogą być także pozyskiwane w inny sposób, podobnie jak w grach Team Fortress 2, czy Dota 2 – np. są one przyznawane w sposób losowy graczom po zakończonym meczu lub po osiągnięciu pewnego poziomu doświadczenia. CS:GO posiada wsparcie Warsztatu Steam, co pozwala użytkownikom zgłaszać własną twórczość w formie niestandardowych map, własnych skórek do broni oraz ozdobnych naklejek. Elementy które uzyskają największą popularność w warsztacie, dodawane są przez wydawcę do gry do kolejnych skrzynek. W zależności od rzadkości występowania danego przedmiotu oraz w zależności od wyglądu wykończenia, ceny wirtualnych przedmiotów różnią się, co uformowało system wirtualnej ekonomii. Pozyskane przedmioty mogą być później wymieniane oraz wystawiane na sprzedaż na rynku społeczności Steam. Część zysków ze sprzedaży kluczy, skrzynek i skórek trafia do ich autorów z Warsztatu Steam.
Operacje
Co pewien czas do gry dodawane są tymczasowe wydarzenia, zwane „operacjami”, do których pełny dostęp jest możliwy po wykupieniu specjalnych wirtualnych „przepustek”. Gracze, którzy wykupili dostęp do operacji mają możliwość wykonywania dodatkowych misji i zadań na trybach gry takich jak Wyścig Zbrojeń, czy Deathmatch, a począwszy od operacji Hydra, która rozpoczęła się w maju 2017, także na nowych, niestandardowych trybach gry stworzonych na potrzeby operacji. Kończenie tych wyzwań daje możliwość pozyskiwania dodatkowych punktów doświadczenia w profilu gracza, zdobycie wirtualnych przedmiotów oraz umożliwia ulepszenie poziomu wirtualnej odznaki („żetonu”) operacji na kolejne poziomy (żeton brązowy, srebrny, złoty, od operacji Hydra także żeton diamentowy). Mapy dostępne na trybach operacji są mapami stworzonymi przez społeczność, co oznacza że część zysków z operacji trafia do twórców tych map. Dotychczas ukazały się następujące operacje:
- Operacja Payback (25 kwietnia 2013 roku – 31 sierpnia 2013)[102][103]
- Operacja Bravo (19 września 2013 – 5 lutego 2014)[104][105]
- Operacja Phoenix (20 lutego 2014 – 11 czerwca 2014)[106]
- Operacja Breakout (1 lipca 2014 – 2 października 2014)[107][108]
- Operacja Vanguard (11 listopada 2014 – 31 marca 2015)[109][110]
- Operacja Bloodhound (26 maja 2015 – 1 października 2015)[111]
- Operacja Wildfire (17 lutego 2016 – 15 lipca 2016)[112]
- Operacja Hydra (23 maja 2017 – 13/14 listopada 2017)[113][114][115]
- Operacja Shattered Web (19 listopada 2019 – 31 marca 2020)[116][117]
- Operacja Broken Fang (3 grudnia 2020 – 3 maja 2021)[118]
- Operacja Riptide (21 września 2021 – 20 lutego 2022)[119]

Zestawy muzyczne
Aktualizacja dodana w październiku 2014 dodała do gry „zestawy muzyczne”, które zmieniają domyślny soundtrack gry na muzykę autorstwa artystów upoważnionych przez Valve. Jeśli gracz posiadający taki zestaw muzyczny okaże się MVP danej rundy meczu, wówczas jego muzykę usłyszą także wszyscy pozostali gracze pod koniec tej rundy. Pozostali gracze mogą „wypożyczać” zestawy od innych zawodników, korzystając z opcji dostępnej w tabeli wyników. Zestawy te mogą być wymieniane oraz sprzedawane na rynku społeczności Steam.
Wyszukiwanie gier Prime
W kwietniu 2016, do gry dodano funkcję wyszukiwania gier Prime (ang. Prime matchmaking). Aby móc korzystać z tego trybu wyszukiwania gier, użytkownik musi uzyskać odpowiednio wysoki poziom doświadczenia jego profilu, a także podać i zweryfikować swój numer telefonu (po przejściu na model free-to-play, alternatywnie status Prime można nabyć w sklepie Steam). Gracze, którzy spełnili te wymagania, a więc posiadają status „konta Prime” mogą wyszukiwać mecze tylko z graczami, którzy również zweryfikowali swój numer i posiadają ten status. System Prime został zaprezentowany jako próba poprawienia jakości rozgrywek przez zmniejszenie liczby tzw. „smurfów” (tj. graczy o wysokim poziomie umiejętności, którzy celowo prowadzą rozgrywkę na meczach turniejowych na kontach ze zbyt niską rangą).
Grafitti
W październiku 2016 do gry dodano nowy rodzaj przedmiotu, graffiti, które stały się odpowiednikiem tzw. spray’ów z poprzednich wersji serii Counter-Strike. Różnica polega na tym, że dawniej gracze mogli dowolnie dostosowywać swoje spray’e, zaś w CS:GO dostępne są określone wzory, które są przedmiotami o określonej wartości, wymienialnymi i zbywalnymi na rynku społeczności analogicznie jak w przypadku skinów do broni. Miesiąc później do gry dodano wykończenia do rękawic.
Wyszukiwanie gier Trust Factor
W listopadzie 2017 zapowiedziano zmiany w systemie wyszukiwania gier (matchmakingu). Do gry wprowadzono tzw. „czynnik zaufania” (ang. Trust Factor). Nowy system ma z założenia wyszukiwać mecze z graczami o podobnym czynniku, na wartość którego wpływa nie tylko doświadczenie gracza w CS:GO, ale także liczba jego zgłoszeń za oszukiwanie podczas gry oraz inne statystyki związane z jego profilem Steam i rozgrywką w innych grach. Wartość czynnika zaufania jest ukryta, a Valve nie udostępni dokładnych informacji na temat elementów które wpływają na jego wartość.
Panorama UI
W czerwcu 2018 do testowania offline w wersji beta udostępniono nowy interfejs użytkownika o nazwie Panorama. Aktualizacja ta została okrzyknięta przez media jako największa zmiana od momentu wydania CS:GO. W nowym interfejsie zmianom graficznym uległ niemalże każdy element gry, począwszy na menu głównym, na tablicy wyników skończywszy. W lipcu Panoramę udostępniono do betatestów również na serwerach online. Po zakończeniu testów i optymalizacji, w sierpniu 2018 Panorama stała się domyślnym interfejsem gry. Przez pewien czas gracze mieli możliwość dzięki odpowiedniej komendzie korzystać ze starego interfejsu, tzw. Scaleform, obecnie powrót do starego interfejsu nie jest już możliwy.
Tryb battle royale, przejście na model F2P
W sierpniu 2018 do testowania na serwerach deathmatch oraz na trybie uproszczonym dodano pistolet maszynowy, MP5-SD, który pojawił się we wcześniejszych edycjach gry Counter-Strike. Broń ta może być wykorzystywana zamiast pistoletu maszynowego MP7. 7 grudnia 2018 do gry dodano tryb battle royale o nazwie Danger Zone (pol. „strefa zagrożenia”), w którym można grać samodzielnie oraz w dwu- lub trzyosobowych drużynach.
Ponadto gra od tej aktualizacji przeszła na model free-to-play. Osoby, które do 6 grudnia 2018 zakupiły grę za nieco ponad 50 zł otrzymały odznakę lojalności oraz status Prime. Od teraz status Prime można nie tylko zdobyć uzyskując 21 poziom konta, ale także kupując go w sklepie Steam (za podobną cenę, za jaką grę sprzedawano wcześniej).
Mając status Prime gracz nie tylko ma mniejszą szansę na grę ze smurfami oraz osobami używającymi cheatów, ale również ma szansę otrzymania pamiątkowych przedmiotów oraz możliwość uzyskiwania dropów przedmiotów i skrzyń po meczach (dostępnych od teraz tylko dla graczy ze statusem Prime). Po przejściu na model F2P CS:GO odnotowało duży przyrost liczby graczy.
22 lipca 2019 roku tryb battle royale rozbudowano o system rankingowy, niezależny od rang w trybie „turniejowy” i „skrzydłowy”. O awansie lub degradacji z rangi decyduje skuteczność gracza lub drużyny w meczach. W trybie „strefa zagrożenia” wyróżnia się 15 rang (o nazwach i ikonach zupełnie odmiennych niż w pozostałych dwóch trybach – od rangi „szczur laboratoryjny I” do rangi „wyjący alfa”). Z czasem w ramach aktualizacji do trybu battle royale dodano także dodatkowe mapy.
Operacja Shattered Web – battle pass, skórki postaci
W listopadzie 2019 roku po ponad dwuletniej przerwie, do CS:GO wydano kolejną operację pod nazwą Shattered Web. Nowa operacja różni się zdecydowanie od poprzednio wydanych i do złudzenia przypomina rozwiązania typu „battle pass” (w wolnym tłumaczeniu: „przepustka bitewna”) stosowane w grach takich jak Fortnite lub PlayerUnknown’s Battlegrounds. Kolejne misje są odblokowywane cotygodniowo.
Wraz z aktualizacją do gry wprowadzono skórki zmieniające wygląd domyślnych postaci terrorystów i antyterrorystów (tzw. „agenci”). Z uwagi na zróżnicowane wzory i kolory, uwydatniające lub zmniejszające widoczność graczy na mapach, aktualizacja spotkała się z bardzo negatywną reakcją zawodowych graczy oraz lig e-sportowych. Stosowania skinów do postaci szybko zakazały m.in. ligi Faceit, ESL oraz ESEA.

### Promocja

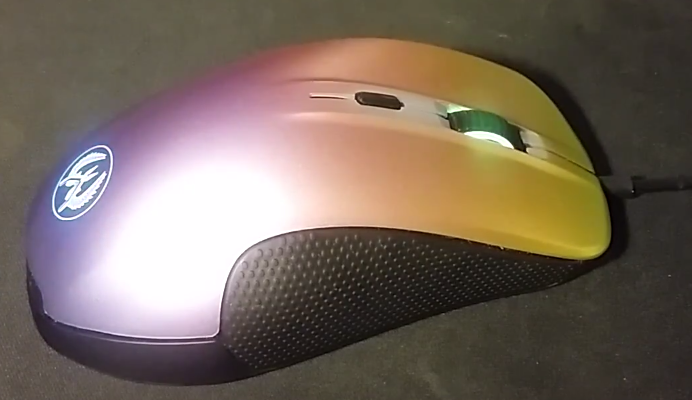
Myszka SteelSeries Rival 300 Fade, element promocji Counter-Strike: Global Offensive. Obudowę myszki pomalowano w kolor przypominający jedną ze skórek broni w świecie gry

Od premiery gry, CS:GO wpłynęło na pojawienie się różnych akcesoriów promocyjnych. Dostępny jest oficjalny sklep, oferujący przedmioty kolekcjonerskie, w tym rzeczywistą wersję elektronicznego medalu „Odznaka pięcioletniego weterana”. Firmy takie jak SteelSeries nawiązały współpracę z Valve celem promowania prawdziwych akcesoriów komputerowych, w tym zestawów słuchawkowych, myszek oraz podkładek.

### Hazard
W sierpniu 2013 roku, w wyniku aktualizacji „Arms Deal”, do gry dodano wirtualne skrzynki zawierające wykończenia do broni w grze (tzw. „skórki”, „skiny”, ang. skins). Początkowym założeniem aktualizacji było wspieranie turniejów e-sportowych sponsorowanych przez wydawcę („majorów”). Przedmioty te stworzyły wirtualny system ekonomiczny, wynikający między innymi z rzadkości występowania przedmiotów w wirtualnych kontenerach oraz ich atrakcyjności wizualnej.
Reperkusją wprowadzenia obiegu takich przedmiotów było powstanie ogromnej liczby stron nimi handlujących, które wykorzystują API Steamworks. Część z tych stron zaczęła oferować także funkcje hazardowe, takie jak wirtualna ruletka, czy też obstawianie meczów zawodowych graczy CS:GO, gdzie walutą są elektroniczne przedmioty z gry lub kredyty pozyskane na skutek ich zdeponowania. W czerwcu i lipcu 2016 roku złożono dwa oficjalne pozwy przeciwko takim witrynom hazardowym oraz firmie Valve, stwierdzając, że propagują one hazard wśród nieletnich. Valve z kolei zaczęło podejmować kroki, celem uniemożliwienia tym stronom korzystania ze Steamworks w celach hazardowych, na skutek czego kilka z nich przestało działać. 29 marca 2018 roku, Valve ograniczyło ten proceder, wprowadzając siedmiodniową blokadę na wymieniane przedmioty (tzn. po ich otrzymaniu, nie można ich było przekazać dalej przez kolejne 7 dni). Sprawiło to, że w magazynach wielu stron typu hazardowego zabrakło przedmiotów, ale uderzyło również w strony i osoby fizyczne, które w sposób legalny zarabiają na handlowaniu skórkami. Valve stwierdziło, że wprowadzona restrykcja ma na celu uniemożliwienie oszukiwania w wymianach poprzez platformę Steam.
Istnieją jednak również zarzuty, według których zastosowany w CS:GO mechanizm płatnego odblokowywania skrzynek zawierających losowy przedmiot (bardzo często o dużo niższej wartości niż cena wirtualnego klucza otwierającego skrzynkę) stanowi już hazard sam w sobie. Zdaniem polskiego Ministerstwa Finansów, płatne skrzynki pojawiające się w grach komputerowych nie wypełniają przesłanek żadnej z gier hazardowych wskazanych w Ustawie z dnia 19 listopada 2009 r. o grach hazardowych. Ograniczenia w legalności loot boxów we Francji Valve obeszło wprowadzając specjalny przedmiot (nazywany „rentgenem” lub „skanerem”), umożliwiający wcześniejsze sprawdzenie zawartości danej skrzynki. Jednak aby móc użyć skanera ponownie na kolejnej skrzyni, należy zatwierdzić przedmiot ze skrzyni skanowanej poprzednio (co w praktyce nie zmienia mechanizmu otwierania boxów).

### Counter-Strike 2
22 marca 2023 Valve poinformował, że w produkcji znajduje się Counter-Strike 2, który będzie bezpłatną aktualizacją do Counter-Strike: Global Offensive. Gra została wydana 27 września 2023, po wcześniejszym udostępnieniu wersji testowej dla części graczy. Counter-Strike 2 został oparty na silniku Source 2. Pomimo tego, że Counter-Strike 2 zastąpił Global Offensive na platformie Steam, nadal istnieje możliwość rozgrywki na serwerach społecznościowych, wybierając starszą wersję kompilacji w ustawieniach gry.

## Zawodowa rywalizacja
Zawodowa rywalizacja w Counter-Strike: Global Offensive składa się na rozmaite turnieje organizowane przez organizacje trzecie oraz oficjalne mistrzostwa świata sponsorowane przez wydawcę, Valve, nazywane „majorami”. Majory mają większą pulę wygranych, początkowo wynoszącą 250 000 USD, a od turnieju MLG Columbus 2016 – 1 mln USD.
Główną platformą, na której odbywają się transmisje z turniejów jest Twitch, jednak wraz z rozwojem popularności gry oraz jej sceny e-sportowej, różne firmy zainteresowały się także transmisją telewizyjną zawodowych rozgrywek w CS:GO. Transmisje z zawodów transmitowane były m.in. w amerykańskiej telewizji TBS. Rozgrywki podczas majora w Atlancie w 2017 roku były transmitowane również wraz z komentarzem m.in. w polskiej stacji telewizyjnej Polsat Sport News.
W 2014 roku podczas turnieju „CEVO Professional Season 5” miał miejsce głośny skandal związany z ustawieniem meczu, w którym drużyna iBUYPOWER celowo przegrała spotkanie z drużyną NetcodeGuides, aby zyskać na postawionych zakładach bukmacherskich. Drużyna została zablokowana później przez Valve i do dziś nie ma prawa uczestniczyć w oficjalnych turniejach rangi „major”. W 2017 roku została dopuszczona do turniejów nieoficjalnych, organizowanych przez ESL.

## Odbiór gry
Produkcja spotkała się z pozytywnym odbiorem recenzentów, uzyskując w wersji na Microsoft Windows średnią wynoszącą 83/100 punktów według agregatora Metacritic. Od momentu wydania do chwili obecnej, Counter-Strike: Global Offensive stale utrzymuje się w ścisłej czołówce gier o największej liczbie aktywnych graczy na platformie Steam. Gra zdobyła tytuł „e-sportowej gry roku” podczas gali The Game Awards 2015.
Recenzenci docenili wierne odwzorowanie cech poprzednika, Counter-Strike: Source. Allistair Pinsof z portalu Destructoid ocenił grę bardzo wysoko i stwierdził, że CS:GO jest „dopracowaną i lepiej wyglądającą” wersją gry. Redaktor GameSpotu, Eric Neigher, stwierdził w swojej recenzji, że gra zyskuje wiele nowej zawartości, a przy tym pozostaje wiernym odwzorowaniem jej poprzedników i zachowuje większość ich najlepszych elementów. Redaktor strony Gry-Online, Kamil Ostrowski, przyznał grze ocenę 8/10 chwaląc ulepszenia interfejsu i świetną grywalność. Skrytykował natomiast przeciętną oprawę graficzną.
Recenzenci portalu gamesTM w swojej recenzji stwierdzili, że CS:GO stał się „świetnym przypomnieniem, że jakość gry jest nagradzana długowiecznością oraz różnorodnością”. Pogratulowali wydawcy gry, że wydaniem CS:GO nie tylko zaktualizowali popularną grę, ale także „całkowicie zdeklasowali jej konkurencję”. Martin Gaston z VideoGamer.com stwierdził, że pomimo faktu, że „jest zbyt stary aby prawdziwie cieszyć się grą”, wierzy, że jest to dobre wydanie jednej z najlepszych gier w historii” i niektórzy gracze doświadczą „czegoś, co będzie decydującymi momentami w ich gamerskim życiu”. Mitch Dyer z IGN stwierdził, że „Global Offensive jest godnym następcą Counter-Strike’a – wygląda i sprawia wrażenie znajomej gry, z drobnymi poprawkami, które pomagają zrównoważyć stare problemy i zaskoczyć długoletnich graczy”.
Część funkcji w wersjach wczesnego dostępu gry spotkało się z krytyką recenzentów. Mike Sharkey z GameSpy nie był zdania, że nowa zawartość dodana do gry była dobra. Z krytyką spotkał się również system rankingowy, oparty początkowo na szachowym systemie elo, który wydawał się działać nieefektywnie, jako że wielu graczy o różnych poziomach umiejętności spotykało się razem w meczach rankingowych w pierwszych dniach od wydania gry. Evan Lahti z PC Gamer zauważył, że większość nowych oficjalnych map w CS:GO przeznaczonych jest tylko do trybów „Wyścig Zbrojeń” lub „Demolka”, zaś mapy do trybów klasycznych poddane zostały tylko drobnym poprawkom.
Mimo że recenzentom spodobały się konsolowe wersje gry, stwierdzili znaczne różnice między wersją PC a wersjami konsolowymi. Neigher stwierdził, że grając z użyciem pada wrażenia z rozgrywki nie równają się wrażeniom z gry w klasycznej wersji PC. Ron Vorstermans z Gamer.nl stwierdził, że w wersji na komputery PC rozgrywka turniejowa jest prowadzona na wyższym poziomie, chociaż dodał, że wersje konsolowe nie są gorsze ze względu na przewagę komputera nad konsolami. Dyer stwierdził, że wersja dla PlayStation 3 ma przewagę nad wersją dla konsol Xbox ze względu na możliwość przyłączenia klawiatury i myszy. Dodał również, że interfejs wersji konsolowych dorównuje wersji dla komputerów osobistych. Mark Langshaw z Digital Spy wyraził zdanie, że pomimo wsparcia dla PlayStation Move, zastosowanie tego systemu czyni „już nieprzebaczającą grę jeszcze trudniejszą”.